# IC 1284
IC 1284 — галактика типу EN+* () у сузір'ї Стрілець.
Цей об'єкт міститься в оригінальній редакції індексного каталогу.